# 加藤峻二
加藤 峻二（かとう しゅんじ、1942年1月12日 - ）は、埼玉県秩父市出身の元ボートレーサー。
登録番号は1485番（5期生）、埼玉支部所属。
2015年5月7日の引退まで現役最年長レーサーであり、17歳のデビューから73歳まで現役で活躍した。
愛称は「峻ちゃん」。若年層の競艇ファンからは、その功績を称えて「御大」とも称される。
兄は、元オートレーサーの加藤義則（期前、元川口所属）。

## 来歴
サッカー少年として育ったが、実兄がオートレーサーになっていたため、自身も16歳の頃にはその同じ道に進もうとしていた。試験にも受かっていたが、養成の関係から2年程待たされるため、競艇に種目換えした。埼玉県立小鹿野高等学校を2年で中退し、競艇選手を目指す。1959年7月24日に桐生でデビューするが、当時まだ17歳であった。デビュー節は5着・5着・5着・6着と来た3日目の後半戦で初勝利を挙げたが、うねる水面を長尺・幅広の荒天用のボートでグングン突き進み、一気にかましたのである。テクニシャンにして無類の波・風巧者である後年のイメージが早くも出されたが、当時とすれば画期的な成績であった。当時は、先輩には軍隊出身の猛者もいて強面ぶりを発揮していた環境で、「新人は外から外へ」が習いであり、コース取りに欲を出すようならば、たちどころに一喝された。同年夏には、連合会養成の5期生として北原友次と加藤が、年末には6期生として岡本義則・彦坂郁雄・浅見敏夫・高田登がデビューしたが、初勝利まで北原は1ヵ月半、彦坂は3ヶ月もかかり、岡本などは丸1年、157走もして11勝しか出来なかった。一方の加藤は5戦目に初勝利、1年目は83戦して7勝に甘んじたものの、2年目の1960年には155戦44勝と一気に数字を伸ばしている。デビューからの4期の勝率も、北原が3.14→4.53→5.07→5.89、岡本が2.79→4.71
→6.01→5.64、彦坂が3.52→4.87→5.73→5.47であるのに対し、加藤は4.19→4.76→5.97→6.87と優秀な数字で4選手の中でもいち早く一線に飛び出していった。栗原孝一郎も「この世界に天才は2人しか現れていない。加藤さんと今村だけだ」と語っており、1962年には全国地区対抗競走7名のメンバーに選出され、関東地区を代表する選手の一人に認められたこの年が、記念キャリアの始まりとなった。1965年の関東地区選手権競走（桐生）でGI初制覇を果たし、1969年には2回行われた全日本選手権競走（3月・平和島、12月・住之江）で共に優出。彦坂が1962年に尼崎10周年を獲って全日本選手権に優出、北原もこの年に全国地区対抗に優出し翌1963年には福岡10周年を奪取、岡本にしても1964年には徳山11周年、全国地区対抗とGI・SGを併せて獲った事を考えると、デビューぶりとは逆に、加藤はスターダムに乗るのは遅れた。初優出となった平和島の選手権は、全勝で来ていた松野寛の弟が、優勝戦を前にして交通事故死で悲運の欠場。5艇立ての5コースから果敢に捲って彦坂を潰したが、同じく戸田をホーム水面としていた金子安雄に差される。住之江では彦坂を飛ばして、早川行男に差されたが、2度開催された全日本選手権で共に準優勝。1970年3月6日の第5回鳳凰賞競走（住之江）では、山口の巧者・古谷浩を抑えたほか、関東の先輩である金子、鈴木一義も従えてSG初優勝を果たす。1972年5月30日の第18回全国地区対抗競走（蒲郡）では捲くり先行の石原洋を追走していたところ、安岐真人が2周1マークで石原に対して突進、その気を見逃さず差し抜けて大逆転優勝。この年は、第18回モーターボート記念競走（福岡）、第19回全日本選手権競走（住之江）にも優出。当時の四大特別競走のうち3競走でファイナリストとなったが、しばらくビッグレースから遠ざかる。1976年末から1977年始めに桐生・江戸川を連続完全優勝する過程で、自己最多の16連勝を記録。1977年は最高の幕開けとなり、GIの優勝戦では、戸田周年2着、関東地区選（桐生）4着、施設改善（浜名湖）6着と勝ちあぐねていたが、3月の戸田、第4回笹川賞前の平和島を準完全優勝し、勢いに乗って住之江入りする。野中和夫はフライング休み、彦坂はスタート事故件数による選考除外となった中、その前検日に展示最高タイムを掲示。加藤は「僕のが一番出ているように思う」と声を弾ませ、事実、本番に入っても岡本や北原のキャリア組が苦戦する中、順当に準優入りした。準優勝戦ではスタートで少し後手を踏んだ為に、松野の捲くりを差したもののかかりが甘く、内を国光秀雄に抉られてしまった。バック4番手、2マークで2番差しの吉田に突進、ここで差した松野とホーム、2周1マークと競り、松野には引導を渡したが、再度浮上した吉田との争いは最終ターンまで持ち越した。両者の艇が重なり合い、外の吉田が防波フェンスまで吹っ飛んでしまうぐらいの力比べの末に、5年ぶりの優出を決めた。5月8日の優勝戦ではインの貴田宏一と1マーク1対1の形になり一瞬迷ったが、競艇史に残るツケマイを決めて5年ぶりのSG制覇。続けて第23回モーターボート記念競走（浜名湖）も制覇し、第24回全日本選手権競走（福岡）にも優出3着として、この年の最優秀選手に選出されている。
1970年代には金子と共に「埼玉KK砲」としてその名を全国的に轟かせ、4つのSG競走で優勝した。GIも通算21回優勝し、通算3294勝は同期の北原に次ぐ歴代2位の記録である。また、笹川賞のファン投票では得票数第1位を3度経験し、2003年に平和島で行われた第30回笹川賞競走に61歳4ヶ月で出場。更に優出も果たし（結果は5着）、当時のSG最年長出場記録、SG最年長優出記録を更新した。2004年1月4日、戸田一般戦「第34回埼玉選手権競走」2日目3Rで、競艇史上4人目となる通算3000勝（3号艇2コース進入）を達成。2007年、大村で行われた第8回競艇名人戦競走において、65歳3ヶ月で優出を果たした。これにより、GI及び一般戦における最年長優出記録を更新した。同年後期にはA1級に復帰し、2009年7月24日には艇界初となる選手登録50年を迎え、2010年には現役選手としてボートレースの殿堂入りを果たした。
2012年1月12日には史上初の70歳代の競艇選手となり、6月2日の蒲郡一般戦「愛知バス杯争奪 ABCツアーカップ」最終日3Rで勝利（2号艇2コース進入）し、当時の公営競技最年長勝利を記録した。2013年3月25日には戸田一般戦「第8回JCN埼玉杯・新鋭VS名人」で3号艇3コースから西田靖を差し、通算120回目の優勝を飾る。71歳2ヶ月での優勝であり、高塚清一が同年1月29日の常滑一般戦「ウインターカップ」で65歳10ヶ月で達成したボートレース最年長優勝記録を更新することとなった。2014年5月6日、戸田一般戦「第25回ウインビーカップ・第46回報知新聞社杯」に72歳3ヶ月で優出し、自身が持つ最年長優出記録を更新した（結果は5号艇6コース進入で3着）。2015年5月1日、戸田一般戦「第26回ウィンビーカップ」初日2Rでフライング返還欠場。自身としては約15年8ヶ月ぶり、1999年9月4日浜名湖一般戦「日本財団会長杯争奪戦」5日目12R準優勝戦以来のフライングとなった。このフライングを理由にこの開催節の終了後、引退を決意し、同7日に引退を発表した。これをもって、登録番号1000番台の選手は全員が引退したが、この開催節では当時中学3年生のフィギュアスケート選手であった平川香織がボートレースファンである父と共に観戦しており、この加藤の活躍ぶりを見て後にボートレーサーに転身することを決意している。6日・最終日2Rで5号艇5コースからまくり差しを決め、最後の出走を勝利で締め括った。

## 選手としての特徴
- 驚異的にフライングが少ない選手として有名で、通算のフライング事故は僅か25回である[15]。過去にスタート無事故3000走を1回、スタート無事故2000走を2回達成している[3]。2回目の無事故2000走は、2006年9月27日に三国一般戦「日本MB選手会会長杯菊花賞」初日9R（2号艇2コース進入で4着）[20]で達成しており、同年12月29日に、戸田で行われた正月レース「第37回埼玉選手権・スポーツニッポン杯争奪戦」の選手紹介・平成18年度優秀選手表彰式にて、選手会長の野中より表彰を受けている。
- センター・アウトから素早い攻めを見せたことから「隼」とも呼ばれた[15]。2005年9月28日から10月2日には、戸田にて「加藤峻二杯」という名称の一般戦が行われ、2006年以降は「隼杯」として行われた。加藤の引退後、2017年からは再び「加藤峻二杯」となっている[21]。

## 獲得タイトル
※太字は四大特別競走を含むSGレース
- 1965年 - 関東地区選手権競走（桐生）
- 1969年 - 関東地区選手権競走（戸田）、唐津開設16周年記念競走
- 1970年 - 第5回鳳凰賞競走（住之江）
- 1972年 - 第18回全国地区対抗競走（蒲郡）
- 1977年 - 第4回笹川賞競走（住之江）、第23回モーターボート記念競走（浜名湖）[3]、高松宮記念特別競走、若松開設25周年記念競走
- 1979年 - 桐生開設23周年記念競走、下関開設25周年記念競走
- 1980年 - 福岡開設27周年記念競走、大村開設28周年記念競走
- 1981年 - 浜名湖開設28周年記念競走
- 1991年 - 高松宮記念特別競走、関東地区選手権競走（桐生）
- 1985年 - 津開設33周年記念競走
- 1995年 - 常滑開設42周年記念「全国争覇特別競走」

## 戦績（1960年5月1日以降）
- 出走回数：14652回
- 1着回数：3294回
- 優出回数：399回
- 優勝回数：120回
- フライング(F)回数：25回
- 出遅れ(L)回数：16回
- 通算勝率：6.54
- 2連対率：44.27
- 3連対率：63.28
- 生涯獲得賞金：1,635,759,463円